# Melhania itampoloensis
Melhania itampoloensis är en malvaväxtart som först beskrevs av Bénédict Pierre Georges Hochreutiner, och fick sitt nu gällande namn av Arenes. Melhania itampoloensis ingår i släktet Melhania och familjen malvaväxter. Inga underarter finns listade i Catalogue of Life.